# Bernard Peyrilhe
Bernard Peyrilhe (né le 10 janvier 1735 à Perpignan et mort le 12 février 1804) est un chirurgien français , connu comme l'un des fondateurs de la recherche expérimentale sur le cancer, maître de conférences à l'Académie royale de chirurgie,.

## Biographie
En 1773, pendant qu'il prépare sa thèse de doctorat et en réponse à un concours de dissertation intitulé Qu'est-ce que le cancer ?, Bernard Peyrilhe soumet à l'Académie des sciences, belles-lettres et arts de Lyon un essai qui est la première étude systématique du cancer.
Son essai porte sur la nature de la maladie, sa croissance, son traitement et la façon dont un « virus » produit par la tumeur provoque une cachexie (cachexia). À l'époque, le terme « virus » désignait toute substance provenant du corps d'un animal et pouvant transmettre une maladie. Ce qui s'accordait avec l'opinion courante de l'époque selon laquelle le cancer était contagieux.
Peyrilhe a tenté de démontrer la propagation de ce virus, en injectant une émulsion de fluide provenant d'un cancer du sein humain dans une plaie qu'il avait créée sur le dos d'un chien,. Il garda le chien chez lui pour l'observer, mais celui-ci développa un abcès au point d'injection et hurla tellement que les serviteurs de Peyrilhe le noyèrent
. Comme on le sait aujourd'hui, le transfert de tissus cancéreux entre espèces échoue généralement, car le système immunitaire du receveur reconnaît les cellules d'une espèce différente comme étrangères et les détruit.
Toujours en 1773, Peyrihle est le premier chirurgien à traiter le cancer du sein par mastectomie radicale qui inclut à la fois le pectoral et les ganglions axillaires,. Il a estimé que les risques de cette opération étaient compensés par l'issue autrement certaine de la mort. Mais l'histoire de la cancérologie moderne ne commence véritablement qu'au siècle suivant avec le développement de l'histologie pathologique.
Bernard Peyrilhe a également traité avec succès des ulcères par acide carbolique, qui était à l'époque un acide récemment découvert.

## Travaux
- (la) Bernard Bernard Peyrilhe, Dissertatio Academica de Cancro [« Dissertation sur les maladies cancéreuses »], J.J.G. De Marcour, 1774 (lire en ligne)
- Bernard Bernard Peyrilhe, Remède nouveau contre les maladies vénériennes tiré du règne animal; ou essai sur la vertu anti-vénérienne des alkalis volatils, Chez Didot le jeune, Barrois le jeune, 1786 (lire en ligne)